# Dezső Pattantyús-Ábrahám
Dezső Pattantyús-Ábrahám (10 luglio 1875 – 25 luglio 1973) è stato un politico ungherese.
Ricoprì la carica di primo ministro e di ministro delle Finanze ad interim nel secondo governo controrivoluzionario di Seghedino per un mese nel 1919. Il suo governo nominò Miklós Horthy Comandante supremo dell'esercito.